# Schwitschen
Schwitschen ist ein Ortsteil der Stadt Visselhövede im niedersächsischen Landkreis Rotenburg (Wümme). In dem Dorf leben etwa 480 Einwohner auf einer Fläche von 12,5 km².

## Geografie
Schwitschen liegt im nordöstlichen Bereich der Stadt Visselhövede, 3 km nordöstlich vom Kernort Visselhövede entfernt. Zu Schwitschen gehören noch Heelsen und Delventhal.
Nachbarorte sind – von Norden aus im Uhrzeigersinn – Hiddingen, Visselhövede (Kernort) und Buchholz.

## Geschichte
Seit der Gebietsreform, die am 1. März 1974 in Kraft trat, ist die vorher selbstständige Gemeinde Schwitschen eine von 15 Ortschaften der Stadt Visselhövede.

## Politik

### Ortsrat
Der Ortsrat, der Schwitschen vertritt, setzt sich aus fünf Mitgliedern zusammen. Die Ratsmitglieder werden durch eine Kommunalwahl für jeweils fünf Jahre gewählt.
Bei der Kommunalwahl 2021 ergab sich folgende Sitzverteilung:
- Wählergemeinschaft Schwitschen (WGS): 5 Sitze

### Ortsbürgermeisterin
Ortsbürgermeisterin ist Dagmar Kühnast.

## Bauwerke
- Wohn- und Wirtschaftsgebäude Brinkstraße 4 von 1816 in Fachwerk mit ziegelgedecktem Krüppelwalmdach
- Schulgebäude Hauptstraße 15 vom Anfang des 19. Jahrhunderts in Fachwerk mit Krüpppelwalmwalmdach

## Wirtschaft und Infrastruktur
Die Bundesautobahn 27 verläuft 16 km entfernt südwestlich. Die von Bomlitz über Visselhövede nach Rotenburg (Wümme) führende Bundesstraße 440 verläuft südwestlich, 3 km entfernt. Die Bundesstraße 71 von Soltau über Neuenkirchen  nach Rotenburg (Wümme) verläuft in 8 km Entfernung nordöstlich.

### Vereine
- Sportverein von 1963 mit etwa 400 Mitgliedern mit den Sparten Fußball, Basketball, Gymnastik, Jazzdance für Kinder und Jugendliche, Gesundheitskurse und Volkstanzgruppe
- Schützenverein von 1898 mit etwa 170 Mitgliedern mit dem zweitägigen Schützenfest und dem Erntefest. Der Verein bietet einen Stand für Luftgewehr und -pistole sowie einen Feuerwaffenstand für z. B. Kleinkaliber und Großkaliber bis 50 Meter. Weiterhin bietet der Verein eine Bogensportsparte.
- Verein zur Förderung des Brauchtums und der Jugend (VFBJ)
- Verein Dorfkultur Schwitschen von 2016, der seit 2009 die Chronik erarbeitet hat. Er bietet regelmäßig einen Plattdeutschabend an und richtet jedes Jahr u. a. ein Oktoberfest aus.
- 2015 konnte die Dorfjugend ihr 40. Jubiläum feiern. Sie pflegt traditionsbewusst Brauchtümer wie das Faslam oder das Pfingsbaumschleppen und kümmert sich um das Erntefest. Im Gruppenraum der ehem. Feuerwehr trifft sich die Dorfjugend und andere Gruppen.
- Freiwillige Feuerwehr Schwitschen von um 1922 wurde 2022 geschlossen. Das Feuerwehrgerätehaus wird weiter als zweiter Standort der Freiwilligen Feuerwehr Hiddingen genutzt.